# Calesia xanthognatha
Calesia xanthognatha là một loài bướm đêm trong họ Erebidae.